# Rajówka (rejon mołodecki)
Rajówka (biał. Раёўка, ros. Раёвка) – wieś na Białorusi, w obwodzie mińskim, w rejonie mołodeckim, w sielsowiecie Czyść.

## Historia
W czasach zaborów zaścianek i folwark w okręgu wiejskim Karpowicze, w gminie Chocieńczyce, w powiecie wilejskim, w guberni wileńskiej Imperium Rosyjskiego. Pod koniec XIX wieku miała 6 dusz rewizyjnych, należały do dóbr Zaborze, własność Hrehorowiczów.
W latach 1921–1945 zaścianek i majątek leżały w Polsce, w województwie wileńskim, w powiecie wilejskim, w gminie Chocieńczyce. Przed 1939 w Polsce, w województwie wileńskim, w powiecie mołodeczańskim.
Według Powszechnego Spisu Ludności z 1921 roku zamieszkiwało:
- zaścianek – 28 osób, 1 była wyznania rzymskokatolickiego a 27 prawosławnego. Jednocześnie 6 mieszkańców zadeklarowało polską a 22 białoruską przynależność narodową. Było tu 6 budynków mieszkalnych[3]. W 1931 w 7 domach zamieszkiwało 77 osób[4].
- majątek – 76 osób, 26 było wyznania rzymskokatolickiego, 47 prawosławnego a 3 mojżeszowego. Jednocześnie 40 mieszkańców zadeklarowało polską a 36 białoruską przynależność narodową. Było tu 8 budynków mieszkalnych[3]. W 1931 w 12 domach zamieszkiwało 250 osób[4].

Wierni należeli do parafii rzymskokatolickiej i prawosławnej w Ilji. Miejscowość podlegała pod Sąd Grodzki w Ilji i Okręgowy w Wilnie; właściwy urząd pocztowy mieścił się w Chocieńczycach.
W wyniku napaści ZSRR na Polskę we wrześniu 1939 miejscowość znalazła się pod okupacją sowiecką. 2 listopada została włączona do Białoruskiej SRR. Od czerwca 1941 roku pod okupacją niemiecką. W 1944 miejscowość została ponownie zajęta przez wojska sowieckie i włączona do Białoruskiej SRR.
Od 1991 w składzie niepodległej Białorusi.
W miejscowości znajduje się parafialna cerkiew prawosławna pw. Wprowadzenia Matki Bożej do Świątyni.